# Наталка Полтавка (опера)

Наталка Полтавка (укр. Наталка Полтавка) — опера Николая Лысенко по одноимённой пьесе Ивана Котляревского. Хотя пьеса Котляревского привлекала многих музыкантов и до Лысенко, именно его опера закрепилась в репертуаре оперных театров и заняла место среди самых популярных украинских опер.

## Постановки
Премьера оперы состоялась в Одесском театре в 1889 году. Попытка превращения этого произведения в «большую оперу» с дописанной музыкой Владимира Йориша потерпела неудачу. Театр вернулся к авторской версии Лысенко. За годы сценической жизни в «Наталке Полтавке» в разные годы выступали такие мастера сцены как Иван Паторжинский и Мария Литвиненко-Вольгемут, Зоя Гайдай и Оксана Петрусенко.

## Действующие лица
- пристав Тетерваковский — тенор;
- Горпина Терпилиха, вдова — сопрано или меццо-сопрано;
- Наталка, её дочь — сопрано;
- Петро, Наталкин возлюбленный — тенор;
- Мыкола, дальний родственник Терпилихи — баритон;
- Макогоненко, сельский выборный — бас.

## Сюжет
Действие происходит на Украине в начале XIX века.
Действие первое. На зеленых берегах реки Ворсклы, близ Полтавы, раскинулось небольшое село. Здесь недавно поселилась вместе со своей матерью Терпилихой бедная девушка Наталка. Пока был жив отец, семье всего хватало, но теперь стало трудно. Один выход — найти богатого жениха, об этом мечтает старая Терпилиха, однако Наталка была другого мнения. Она любит Петра — сироту-парубка, что работал когда-то у Терпилихи батраком. Четыре года назад отец Наталки, узнав об их любви, выгнал Петра. С тех пор от него ни одной весточки не получала Наталка, даже не знает, вернется ли он. Уже не один раз сватались к ней состоятельные, солидные люди, а она всем отказывает, ждёт своего Петра (песня «Веют ветры, веют буйные…»). На тропинке, ведущей к колодцу, подстерег Наталью возный Тетерваковский — судебный пристав. Он признается в своих чувствах к ней, сулит девушке богатство (каватина «Вот юных лет не знал я любви…»). Но она неумолима (ария «Видно пути полтавськії…»). Огорченный пристав рассказывает о своем неудачном сватовстве приятелю — сельскому выборному Макогоненко (дуэт «А вы ей что? А она вам что?»), и тот охотно обещает женить его с Наталкой.
Действие второе. Вдова Терпилиха выговаривает Наталке за то, что она не жалеет ни себя, ни матери, не стремится обеспечить ей спокойной старости и все ждет этого беспутного Петра (ария «Ой, дочка, дочка…»). Приходит выборный. Он рассказывает Терпилихе о домогательствах пристава и рисует картины богатой, счастливой жизни. Терпилиха, рыдая, уговаривает Наталку не сопротивляться, пожалеть её — старую, слабую женщину (трио «Эй, Наталка, покорись…»). Наталка дает согласие на брак с возним (трио «Где согласие в семействе…»). Об одном только просит она — не спешить со свадьбой.
Действие третье. В село приходит Петро (песня «Солнце низенько…»). За годы тяжелой наёмной работы он накопил немного денег и вот сейчас спешит в Полтаву, где оставил свою Наталку, ведь она обещала ждать его. От бродяги Мыколы он узнает, что Наталка теперь живёт здесь, в этом селе, и что вчера её просватали за пристава. Оскорбленный легкомысленным предательством Наталки, Петро хочет теперь уходить, чтобы не встретиться с вероломной девушкой. Мыкола уговаривает его остаться и вызывает из дома Наталку. Искренняя радость девушки, что прибежала навстречу своему любимому, заставляет Петра поверить Наталке. Она счастлива: теперь никакая сила в мире не приневолит её выйти за постылого пристава. Выборный и пристав пытаются угрожать непокорной девушке, но глубокие чувства молодых людей, их решимость отстоять свое счастье побеждают. Приставу ничего другого не остается, как добровольно отказаться от Наталки. Счастью влюбленных нет предела. Всё село радуется вместе с ними (финальная песня Наталки «Ой я девушка полтавка»).

## Оперные номера
- Увертюра

Действие первое
- Веют ветры (Наталья)
- От юных лет (Возный)
- Видно пути полтавские (Наталья)
- Дед рыжий (выборный)
- Ой, под вишней (Выборный)
- Всякому городу нрав и права (Возный)
- Ой судьба людськая (Возный и Выборный)
- Антракт
- Ой мать, мать (Наталья)
- Я тебе, дщерь (Терпелиха)
- Эй, Наталка (Выборный, Наталка, Терпрелиха)
- Чего же вода мутная (Наталья)
- Антракт

Действие второе
- И нет в мире хуже никому (Николай)
- Солнце низенько (Петр)
- Ветер веет горой (Николай)
- Ой не шуми, луже (Петр)
- Ой и шёл казак с Дону (Петр)
- Пойдешь. Петр (Наталка. Петр)
- Ворскло річка (Николай)
- Ой я девушка полтавка (Наталья)
- Начинаймо же веселиться (секстет)

Песни в приложениях
- Гомон, гомон по дубраве (Николай)
- У сусіда хата біла (Петр)